# Tsai Ming-liang
Tsai Ming-liang (蔡明亮S, Cài MíngliàngP) (Kuching, 27 ottobre 1957) è un regista e sceneggiatore malese naturalizzato taiwanese.
Una delle figure di punta della seconda ondata del Nuovo Cinema di Taiwan, esordisce nei primi anni novanta. Caratterizzato da uno stile molto personale e radicale, consente allo spettatore di cogliere immediatamente il tocco della sua regia, ovvero un lento susseguirsi di inquadrature statiche ed indulgenti, come se fossero tante pitture in sequenza, in un'ottica molto distante dalle produzioni mainstream. Nei suoi film, dal rigore bressoniano (totale assenza di colonna sonora, dialoghi pressoché minimali e rari movimenti di camera) si assiste al formarsi di immagini che narrano atti gratuiti, disperazioni e solitudini metropolitane.
Vincitore di svariati premi cinematografici internazionali, fra cui il Leone d'oro della Mostra internazionale d'arte cinematografica di Venezia nel 1994 per il film Vive l'amour.

## Biografia
Tsai nasce a Kuching, nello stato di Sarawak (in Malaysia), il 27 ottobre del 1957 da una famiglia sino-malese. Nel 1977, all'età di vent'anni, emigra a Taiwan, dove studia teatro e cinema presso la Chinese Culture University di Taipei, laureandosi nel 1982. Tra il 1981 e il 1983 ha scritto quattro opere teatrali sull'isolamento urbano (tema poi ricorrente anche nel suo cinema), e tra il 1982 e il 1987 cinque sceneggiature. Tra il 1989 e il 1991 ha sceneggiato dieci film per la televisione, otto dei quali da lui diretti, come Hajiao tianya (1989) e Xiaohai (1991), ruotanti attorno figure di giovani ribelli alla deriva nella metropoli.
Esordisce nel 1992 nel lungometraggio cinematografico con Qīngshàonián Nézhā (Rebels of the Neon God), che vince il premio per il miglior film al Torino Film Festival. Con le sue opere successive raggiunge la notorietà internazionale e conquista importanti riconoscimenti nei maggiori festival cinematografici. Nel 1994 la sua opera seconda Vive l'amour (Ai qing wan sui) vince il Leone d'oro alla Mostra del cinema di Venezia, nel 1997 Il fiume (He liu) vince l'Orso d'argento (premio speciale della giuria) al Festival internazionale del cinema di Berlino.
Nel 1998 con il film The Hole - Il buco partecipa ad un progetto sull'ultima notte del millennio prodotto dalla rete televisiva franco-tedesca La Sept Arte, di cui fanno parte tra gli altri anche Last Night di Don McKellar e Midnight di Walter Salles. Il film, presentato in concorso al 51º Festival di Cannes, vince il premio FIPRESCI. Nel 2001 ritorna al Festival di Cannes con il successivo Che ora è laggiù? (Ni na bian ji dian) (2001) che vince un premio tecnico, a Venezia alla 60ª Mostra internazionale d'arte cinematografica di Venezia del 2003 con Goodbye, Dragon Inn (Bu san) viene premiato con il FIPRESCI e alla 63ª Mostra internazionale d'arte cinematografica di Venezia del 2006 con Hei yan quan, a Berlino nel 2005 con Il gusto dell'anguria (Tian bian yi duo yun), l'Orso d'argento.
Nel 2007 partecipa al film celebrativo a episodi Chacun son cinéma mentre nel 2013 si ripresenta al Festival di Venezia con Jiao you, vincendo il Gran premio della giuria.
Nel 2023 il Locarno Film Festival gli ha assegnato il Pardo alla carriera.

## Filmografia

### Regista e sceneggiatore

#### Lungometraggi
- Rebels of the Neon God (Qīngshàonián Nézhā) (1992)
- Vive l'amour (Ai qing wan sui) (1994)
- Il fiume (He liu) (1997)
- The Hole - Il buco (Dong) (1998)
- Che ora è laggiù? (Ni na bian ji dian) (2001)
- Goodbye, Dragon Inn (Bu san) (2003)
- Il gusto dell'anguria (Tian bian yi duo yun) (2005)
- I don't want to sleep alone (Hei yan quad) (2006)
- Visage (2009)
- Stray Dogs (Jiao you) (2013)
- Days (2020)

#### Cortometraggi e mediometraggi
- Fish, Underground (or A Conversation with God) (2001)
- The Skywalk is Gone (Tian qiao bu jian le) (2002)
- Welcome to São Paulo (2004) - episodio Aquarium
- Chacun son cinéma (2007) - episodio It's a Dream
- Madame Butterfly (2008) – parte del progetto "Twenty Puccini" del Lucca Film Festival
- Beautiful 2012 (2012) - episodio Walker
- No Form (2012)
- Sleepwalk (Meng you) (2012)
- Diamond Sutra (Jingang Jing) (2012)
- Xing Zai Shui Shang (2013)
- Letters from the South (2013) - episodio Walking on Water
- Journey to the West (Xi you) (2014)
- Beautiful 2015 (2015) - episodio No No Sleep (Wu wu mean)
- Xiao Kang (2015)
- The Deserted (Jia Zai Lanre Si) (2017)
- Light (2019)
- Abiding Nowhere (Wu Suo Zhu) (2024)

#### Documentari
- Sleeping on Dark Waters (2008)
- Afternoon (Na ri via wu) (2015)
- Your face (2018)

#### Televisione
- Endless Love (1989)
- The Happy Weaver (1989)
- Far Away (1989)
- All Corners of the World (1989)
- Li Hsiang's Love Line (1990)
- My Name is Mary (1990)
- Ah-Hsiung's First Love (1990)
- Give Me a Home (1991)
- Boys (1991)
- Hsio Yueh's Dowry (1991)
- My New Friends (1995)

## Teatrografia
- 1981 : Instant Bean Sauce Noodle
- 1982 : A Sealed Door in the Dark
- 1983 : Wardrobe in the Room
- 1984 : Apartment Romance
- 1998 : Hsiao-Kang and a Table

## Attori feticcio
Tsai collabora frequentemente con gli stessi attori:
| Actor               | Rebels of the Neon God (1992) | Vive l'amour (1994) | Il fiume (1997) | The Hole - Il buco (1998) | Che ora è laggiù? (2001) | Goodbye, Dragon Inn (2003) | Il gusto dell'anguria (2005) | I Don't Want to Sleep Alone (2006) | Visage (2009) | Stray Dogs (2013) | Days (2020) |
| ------------------- | ----------------------------- | ------------------- | --------------- | ------------------------- | ------------------------ | -------------------------- | ---------------------------- | ---------------------------------- | ------------- | ----------------- | ----------- |
| Lee Kang-sheng      | X                             | X                   | X               | X                         | X                        | X                          | X                            | X                                  | X             | X                 | X           |
| Lu Yi-ching         | X                             | X                   | X               |                           | X                        |                            | X                            |                                    | X             | X                 |             |
| Yang Kuei-mei       |                               | X                   | X               | X                         |                          | X                          | X                            |                                    | X             | X                 |             |
| Chen Shiang-chyi    |                               |                     | X               |                           | X                        | X                          | X                            | X                                  | X             | X                 |             |
| Chen Chao-jung      | X                             | X                   | X               |                           | X                        | X                          |                              |                                    | X             |                   |             |
| Miao Tien           | X                             |                     | X               | X                         | X                        | X                          |                              |                                    |               |                   |             |
| Jean-Pierre Léaud   |                               |                     |                 |                           | X                        |                            |                              |                                    | X             |                   |             |
| Norman Atun         |                               |                     |                 |                           |                          |                            |                              | X                                  | X             |                   |             |
| Anong Houngheuangsy |                               |                     |                 |                           |                          |                            |                              |                                    |               |                   | X           |